# The Boondocks (série télévisée d'animation)
Pour la bande dessinée dont est adaptée la série, voir The Boondocks.
The Boondocks, ou Les Boondocks au Québec, est une série télévisée d'animation pour adultes américaine en 55 épisodes de 20 minutes créée par Aaron McGruder d'après sa bande dessinée éponyme et diffusée entre le 6 novembre 2005 et le 23 juin 2014 sur Adult Swim.
En France, la série est diffusée à partir du 20 janvier 2007 sur MCM, et au Québec à partir du 9 mars 2007 sur Télétoon dans le bloc de programmation Le Détour.

## Synopsis
Cette série, de style japonais ou comic-strip, raconte l'histoire de deux frères afro-américains, Huey et Riley Freeman, et de leur grand-père Robert Freeman. Devenu riche, Robert Freeman décide de quitter Chicago pour une ville imaginaire dans le sud des États-Unis nommée Woodcrest. Ainsi Huey et Riley, vivant avec leur grand-père, quittent le ghetto de Chicago pour se retrouver dans une banlieue majoritairement blanche, riche et paisible. Le titre « boondocks » est d'ailleurs un équivalent anglophone du terme français « bled ».

## Distribution

### Voix québécoises
- Pascale Montreuil : Huey Freeman / Riley Freeman
- Sébastien Dhavernas : Grand-père
- Didier Lucien : Oncle Ruckus
- Claudia-Laurie Corbeil : Jazmine

 Source et légende : version québécoise (VQ) sur Doublage.qc.ca

### Voix françaises
- Olivier Martret : Riley Freeman
- Dimitri Rougeul : Huey Freeman
- Pierre Dourlens : Grand-père
- Emmanuel Curtil : Thomas Dubois
- François Siener : Oncle Rukus
- Karine Foviau : Jazmine Dubois
- Thierry Murzeau : Ed Wuncler, Sr.
- Régis Lang : Bill Cosby
- Ludovic Baugin : Gin Rummy
- Thibault Belfodil : Ed Wuncler III
- Fabien Jacquelin, Catherine Cipan, Éric Marchal, Christian Peythieu, Zoé Bettan, Jean-François Aupied, Paul Borne, Richard Leroussel, Gwenaëlle Anglade, Sophie Froissard, Isabelle Bules, Christian De Smet, Martine Meirhaeghe, Geoffrey Vigier, Hélène Vanura : voix additionnelles
Version française
  - Studio de doublage : Dubbing Brothers[3]
  - Direction artistique : Martine Meirhaeghe
  - Adaptation : Christine de Chérisey

## Personnages

### Famille Freeman
- Huey Freeman : Ce petit garçon noir à la coupe afro n'a que 10 ans et pourtant, c'est le seul personnage sensé de la série. Très mature, cultivé et intelligent pour son âge, doté d'une excellente répartie. Il est aussi pessimiste que solitaire, on ne le voit jamais sourire. On voit en lui un futur militant, voire révolutionnaire. Il espère changer et sauver le monde (c'est pour cette raison que le gouvernement l'a à l'œil). Il fréquente l'école primaire J. Edgar Hoover, où il distille fièrement un pénétrant malaise chez les gens blancs, sans oublier de montrer les noirs du doigt lorsque la situation l'exige. Il pratique aussi le kung-fu et est capable de mettre K.O. un adulte.
- Riley Freeman : C'est le petit frère de Huey, âgé de 8 ans, et c'est un vrai petit délinquant, grande gueule, insolent, grossier (pour lui le mot « Négro » fait partie de la ponctuation) , il se moque ouvertement des gens de son entourage. Il passe la majeure partie de son temps à trouver un moyen de faire de l'argent (de manière plus ou moins légale) pour pouvoir refaire ses tresses. Il idolâtre les rappeurs au style « Gangsta Rap » tel que Gangstalicious et Thugnificent. Riley pratique le combat de rue et peut mettre K.O. un adulte
- Grand-père/Robert Jebediah Freeman : Dieu seul sait quel âge il a, le gouvernement et les services secrets eux-mêmes l'ignorent. On sait juste qu'il a une longue vie derrière lui, il a été témoin de quelques-uns des événements les plus importants de l'histoire (Malcolm X lui devait cinq dollars lorsqu'il est mort). Il étudie avec passion l'art martial ancien qu'est le Tae Bo. Et parfois, dans son sommeil, on peut l'entendre grommeler à Dorothy Dandridge, la femme de ses rêves. Il passe son temps à tchater sur Myspace ou sur Facebook avec de jeunes femmes plantureuses afin d'obtenir un rencard. Et lorsqu'il punit ses petits-fils, c'est à coup de ceinture que ça se passe (c'est Riley qui y a droit le plus souvent).

### Proches
- Oncle Ruckus : personnage très antipathique, personne ne déteste les noirs autant que lui. Ironie du sort, il est lui-même noir. Il prétend souffrir d'une maladie de peau qui l'a fait noircir (le vitiligo à l'envers), et affirme qu'il est en partie Cherokee, Sioux et Navajo, avec une petite touche irlandaise. Cependant, dans la saison 2, un test viendra confirmer qu'il est d'origine africaine à 102 % (avec une marge d'erreur de 2 %). Il prétend fièrement avoir au moins 47 emplois à temps partiel (dont voiturier, pompiste, jardinier, technicien de surface, chauffeur de bus ...), est fan de country et joue régulièrement aux dames avec Robert.
- Tom Dubois : voisin des Freeman et adjoint au procureur. Il est également noir mais semble un peu léger dans son approche des problèmes raciaux aux États-Unis, et adopte souvent un comportement victimaire. Il est marié à une avocate blanche, Sarah Dubois, qui ne semble pas très épanouie dans son couple.
- Jazmine Dubois : amie de Huey et fille des Dubois. Elle est métisse et un peu perdue entre ses parents qui veulent l'élever comme un symbole de la réconciliation entre les races et la réalité de la société américaine où l'appartenance raciale est prédominante. Fascinée par Huey, elle l'est bien moins par les enjeux qu'il essaie de lui faire comprendre. Sa naïveté mise en opposition avec la froide lucidité de Huey la rend très drôle et très rafraîchissante.
- Ed Wuncler : descendant des fondateurs de Woodcrest, il est le propriétaire de la banque qui possède la maison des Freeman. Archétype du capitaliste avide de nouvelles fortunes, il n'hésite pas à exploiter chaque situation pour en tirer un bénéfice.
- Ed Wuncler III : petit-fils d'Ed Wuncler. Devenu psychotique à la suite de son engagement dans la guerre d'Irak, il a la gâchette facile et profite de la notoriété de son grand-père pour commettre les pires méfaits (cambriolages, braquages, rackets) en compagnie de son ami Gin Rummy et parfois même de Riley.
- Thugnificent (Otis Jenkins de son vrai nom) : voisin des Freeman et star du hip-hop. Ses clips tendancieux et son comportement de gangster en font l'idole de Riley, qui fera très tôt partie de sa bande. Néanmoins, sa carrière déclinant, il devra renoncer à la musique et trouvera un travail de livreur dans le quartier.
- Cynthia "Cindy"McPhearson: L'amie de Jazmine dans la BD, c'est une jeune fille blanche, blonde, avec les yeux bleus. Elle représente le stéréotype de la jeune fille blanche, fasciné par la culture afro-américaine, elle est également très proche de Riley car ils ont les mêmes centres d'intérêts, les mêmes goûts  ainsi que la même vision du monde  alors que Jazmine est très proche de Huey. Bien qu'elle soit la cousine de Jazmine dans la série animé on ne les voit jamais interagir.

## Épisodes

### Première saison (2005-2006)
1. La Garden-Party (The Garden Party)
2. Le Procès de R. Kelly (The Trial of R. Kelly)
3. Putain Paresseuse (Guess Hoe's Coming to Dinner)
4. Clash de Blacks (Granddad's Fight)
5. Le Cauchemar de Tom (A Date With The Health Inspector)
6. Gangstalicious (The Story of Gangstalicious)
7. Jésus est black (A Huey Freeman Christmas)
8. Réality Chaud (The Real)
9. Le Retour du King (Return of the King)
10. La Torpeur (The Itis)
11. L'Enlèvement d'Oprah (Let's Nab Oprah)
12. Tag or not tag (Riley Wuz Here)
13. Les Funérailles (Wingmen)
14. Chaude Folie (The Block Is Hot)
15. La Passion selon Ruckus (The Passion of Reverend Ruckus)

### Deuxième saison (2007-2008)
1. ... Ou mourir en essayant (... Or Die Trying)
2. Tom, Sarah et Usher (Tom, Sarah and Usher)
3. Merci de ne pas avoir mouchardé (Thank You for Not Snitching)
4. Stikmeaner contre attaque (Stinkmeaner Strikes Back)
5. Thugnificent (The Story of Thugnificent)
6. Attaque du tueur Kung-Fu Wolf Bitch Attack of the Killer Kung-Fu Wolf Bitch()
7. Titre français inconnu (Shinin')
8. Titre français inconnu (Ballin')
9. Titre français inconnu (Invasion of the Katrinians)
10. Titre français inconnu (Home Alone)
11. Titre français inconnu (The S-Word)
12. Titre français inconnu (The Story of Catcher Freeman)
13. Titre français inconnu (The Story of Gangstalicious, Part 2)
14. Titre français inconnu (The Hunger Strike)
15. Titre français inconnu (The Uncle Ruckus Reality Show)

### Troisième saison (2010)
1. Titre français inconnu (It's a Black President, Huey Freeman)
2. Titre français inconnu (Bitches to Rags)
3. Titre français inconnu (The Red Ball)
4. L'histoire de Jimmy Rebel (The Story of Jimmy Rebel)
5. Titre français inconnu (Stinkmeaner 3: The Hateocracy)
6. Titre français inconnu (Smokin' With Cigarettes)
7. Titre français inconnu (The Fundraiser)
8. Pause (Pause)
9. Titre français inconnu (A Date with the Booty Warrior)
10. Titre français inconnu (The Story of Lando Freeman)
11. Titre français inconnu (The Lovely Ebony Brown)
12. Titre français inconnu (Mr. Medicinal)
13. Titre français inconnu (The Fried Chicken Flu)
14. Titre français inconnu (The Color Ruckus)
15. Titre français inconnu (It's Goin' Down)

### Quatrième saison (2014)
Quatre ans après la troisième saison, la série reprend le 21 avril 2014 pour une quatrième et dernière saison de dix épisodes, mais cette fois-ci sans la participation d'Aaron McGruder, le créateur de la série, pour des incompatibilités d'agenda.
1. Titre français inconnu (Pretty Boy Flizzy)
2. Titre français inconnu (Good Times)
3. Titre français inconnu (Breaking Granddad)
4. Titre français inconnu (Early Bird Special)
5. Titre français inconnu (Freedom Ride or Die)
6. Titre français inconnu (Granddad Dates a Kardashian)
7. Titre français inconnu (Freedomland)
8. Titre français inconnu (I Dream of Siri)
9. Titre français inconnu (Stinkmeaner: Begun the Clone War Has)
10. Titre français inconnu (The New Black)

## Commentaires
Au Canada la série est classée « 18 ans et plus » pour son contenu vulgaire et offensant. Aux États-Unis, elle est destinée aux « 17 ans ou plus » et en France, elle est déconseillée aux « moins de 10 ans ».